# Altagracia (Cedeño)
Pour les articles homonymes, voir Altagracia.
Altagracia est l'une des six divisions territoriales et l'une des cinq paroisses civiles de la municipalité de Cedeño dans l'État de Bolívar au Venezuela. Sa capitale est Las Bonitas.

## Géographie

### Hydrographie
La paroisse civile est limitée au nord par le fleuve Orénoque qui abrite plusieurs îles sur son cours, dont Altagracia.

### Démographie
Hormis sa capitale Las Bonitas située sur la rive sud du fleuve Orénoque, la paroisse civile possède plusieurs localités :
- Las Bonitas
- Mata Negra